# Andorra Club de Fútbol
|  | No s'ha de confondre amb Futbol Club Andorra. |

L'Andorra Club de Fútbol és un club de futbol de la vila d'Andorra (Terol, Aragó). Va ser fundat el 1957. El seu estadi és el Juan Antonio Endeiza. La temporada 2017-18 jugava a la Regional Preferent de l'Aragón. Per història i palmarès, és el primer equip de la província de Terol, pel davant de l'equip de la capital, el CD Teruel.

## Equipacions
- Equipació titular: Samarreta blanca, pantaló blanc, mitges blanques.
- Equipació del 50è aniversari: Samarreta negra amb una franja blanca, pantaló negre, mitges negres.

## Estadi
L'estadi de l'Andorra CF fou inaugurat el 1957 i rep el nom de Juan Antonio Endeiza, qui va ser president de l'entitat als anys seixanta. Té una capacitat per a 3.000 espectadors.